# Die letzte Kommune
Die letzte Kommune ist ein Schauspiel von Peter Lund (Text) mit Musik von Thomas Zaufke, das speziell für das GRIPS-Theater geschrieben wurde, welches dieses durch Themenabende, Diskussionen mit den Schauspielern und Materialien theaterpädagogisch nachbereitet, um das „Generationenverhältnis beim Zusammenleben von Älteren und Jüngeren“ aufzuzeigen.

## Inhalt

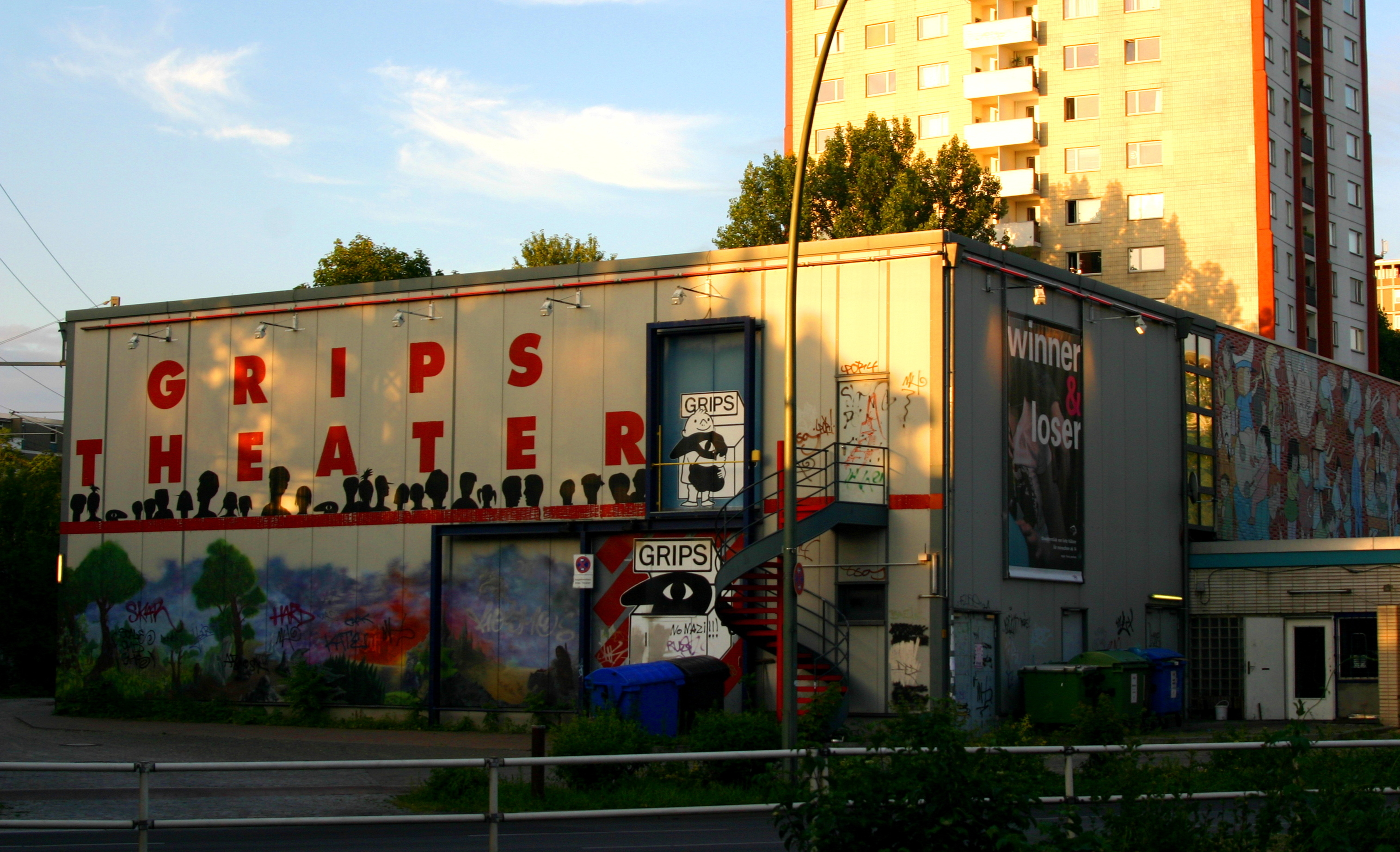
Ort der Uraufführung: Das Grips-Theater am U-Bahnhof Hansaplatz in Berlin

Drama im Hause Puhlmann: Opa Friedrich hat seine Küche abgefackelt – beinahe! Mit seinen 78 Jahren muss er wohl ins Heim? Nichts da, Opa Friedrich lässt sich nicht aus seiner Altbauwohnung holen. Nicht umsonst hat der knorrigen Revolte-Gewinnler seinen Notgroschen in sechsstelliger Höhe in der Eiscremedose gehortet. Mit diesem Geld startet er ein letztes großes Abenteuer und gründet mit seinem alten Kumpel, dem wacker proletarischen Metallarbeiter Hannes Majowski, der vom Stuhl fällt, wenn er wieder seine Tabletten vergessen hat, noch einmal eine Kommune. Wie damals, nur ganz anders, doch dann betritt Lotte, die Enkelin von Hannes, die eine Seminararbeit über die Kommune 1 geschrieben hat, die Bühne. Mit Fahrradhelm, Rucksack und einer erschreckenden Energie fällt sie in die WG ein und mit dem Ehrgeiz, in diesem „sozialen Experiment“ historische Fehler zu vermeiden. Und dann ist da noch Philipp, der Enkel von Friedrich, der sich ein bisschen in Lotte verknallt hat. Alle eint die Sehnsucht nach dem Leben in Gemeinschaft einerseits und dem selbstbestimmten Leben andererseits, doch mit jedem neuen Mitbewohner steigt die Gefahr für das Gelingen dieses Projekts und die Spannungskurve des Stücks.
Lotte nervt alle mit ihrer Gemeinschaftsordnung und biologischem Essen – und mit ihren politischen Floskeln. Die Großväter, die dazu neigen, die Entpolitisierung und den Egoismus ihrer Nachkommen zu beklagen, erhalten mit Lotte gewissermaßen eine gerechte Strafe, haut sie ihnen doch die einstmals eigenen Forderungen um die Ohren, worauf ein Großteil des Vergnügens an dem Stück beruht. Immer mehr wollen dabei sein: der Motz-Verkäufer Atze, der am Rande der Gesellschaft lebt, und auch die zwar jung gebliebene, doch am Beginn einer Demenzerkrankung stehende Josi, und auch Tochter Heidi und Schwiegersohn Georg – die durch das frühere Verhalten der 68er ein „Fehlen von Familie im herkömmlichen Sinne“ erfahren mussten – entwickeln zusehends Interesse an der illustren Kommune.

## Rezeption
Das Stück geht der Frage nach, was alles möglich ist in einer Welt der Individualisierung und der Single‐Wohnungen, die in Berlin allein über 80 % der Haushalte ausmachen. Es zeigt die Gesellschaft im Kleinen, das Generationenverhältnis beim Zusammenleben von älteren und jüngeren Menschen und die Grenzen der persönlichen Möglichkeiten und Vorstellungen beim Zusammenwohnen. Bei der Beschreibung neuer Generationen-Verhältnisse und der Suche nach neuen Formen des Zusammenlebens ist viel Platz für die Themen Liebe im Alter, Krankheit, Hoffnung und das Recht auf eine erste oder zweite Chance. Auf der Bühne stehen sich drei Generationen gegenüber:
1. Die Studierendenbewegung der 60er Jahre, die damals den privaten Wohnraum zum Feld der Auseinandersetzung mit alternativen Lebensweisen machte, deren Anhänger jedoch in die Jahre gekommen sind, und denen die gemeinsame Haushaltsführung und ‐finanzierung, das Erreichen von Konsens beim Treffen von Entscheidungen, ökologisch‐nachhaltige Kriterien bei der Lebensführung und Ernährung sowie das Leben in Gemeinschaftseigentum nicht mehr ganz so leicht von der Hand zu gehen scheinen, wie in jungen Jahren. Zwar sind sie heute finanziell häufig besser gestellt, als sie selbst in jungen Jahren erwartet hätten, und auch politisch haben sie was bewirkt, aber privat sind sie gescheitert  und reflektieren: „In jedem alten Sack steckt ein junger Sack, der sich wundert, was mit ihm passiert.“
2. Junge Menschen, die kurz vor ihrem Schulabschluss stehen und oft schon Ideen für ein Wohnen nach der Familie haben, bei denen aber das Geld knapp ist, wodurch eine WG häufig als einzige Alternative erscheint.
3. Dazwischen findet sich die „Sandwichgeneration“ wieder, denen das Vorbild ihrer Eltern nicht wirklich hilfreich war, die nie selbst entscheiden konnten, ob sie in einer Wohngemeinschaft leben wollen, die in Fragen der eigenen Kindererziehung hilflos waren und die so zu einer Rekonstruktion konservativer Strukturen wurden.[6] Sie finden sich wieder „zwischen Rentnerberg und renitentem Sohn / zwischen erster Frau und obstinatem Kind / stolpern wir durchs Leben wie ein Labyrinth.“ (1. Akt, 6. Szene)

## Uraufführung
Die Uraufführung des Stückes fand am 21. September 2013 im GRIPS-Theater, Berlin statt. Regie führte Franziska Steiof.

## Ensemble der ersten Spielzeit(GRIPS-Cast)

### Besetzung
- Regie: Franziska Steiof
- Choreografie: Clébio Oliveira
- Musikalische Einstudierung: Bettina Koch
- Dramaturgie: Henrik Adler
- Theaterpädagogik: Julia Gaßner
- Bühne: Jan A. Schroeder
- Kostüme: Sibylle Meyer

### Orchester
- Martin Fonfara (Schlagzeug)
- Johannes Gehlmann (Gitarre)
- Robert Neumann (Keyboard)
- Thomas Keller (Saxophon)
- Carsten Schmelzer (Bass)

### Darsteller
- Christian Giese (Hannes Majowski)
- Jumin Hoffmann (Philipp Paul)
- Dietrich Lehmann (Friedrich Puhlmann)
- Regina Lemnitz (Josephine Bouvier)
- Jens Mondalski (Michael)
- Maria Perlick (Charlotte)
- Kilian Ponert (Atze)
- René Schubert (Georg)
- Regine Seidler (Heidi)

## Lieder(Auswahl)
- Sandwichgeneration

## Pressestimmen
- „ein hitverdächtiges Stück, mit leidenschaftlichem Ensemble, schwungvoll musizierender Band und echtem Erkenntnisgewinn.“ (Eva Förster, Märkische Oderzeitung vom 23. September 2013)

- „ein großer zeitgenössischer Wurf […] Dramaturgisch, sprachlich und schauspielerisch punktgenau getroffen.“ Anja Röhl: Die letzte Kommune im Grips – Rezension (24. September 2013)

- „unterhaltsam witzig, berührend besonders in den Momenten, wenn die neue Mitbewohnerin Josi, die aus einem Seniorenheim weggelaufen ist, mit dem Verlust ihres Gedächtnisses kämpft, gut getimt im Wechsel von Dialog, Tanz und Song.“ (Katrin Bettina Müller, taz vom 23. September 2013)

- „Nicht um politische Agitation oder Subversion geht es hier mehr, sondern schlicht um ein selbstbestimmtes Leben.“ (Katrin Pauly, Berliner Morgenpost vom 23. September 2013)

- „Ein Brückenschlag zwischen den Generationen.“ (Christian Rakow, Berliner Zeitung vom 23. September 2013)